# إيماجين تي في
إيماجين تي في هي واحدة من القنوات الشعبية الترفيهية العامة ناطقة باللغة الهندية، يملكها نظام تيرنر للبث، ويقع مقرها في نيودلهي.

## تاريخ

### يطلق
تم تأسيس القناة بواسطة مجموعة NDTV تحت إشراف الرئيس التنفيذي السابق لشركة STAR India، سمير ناير. تم إطلاق القناة في الهند في 21 يناير 2008 باسم NDTV Imagine. ارتبطت Imagine TV بكاران جوهر، المستشار الإبداعي وسفير علامة Imagine TV التجارية. تم إطلاق القناة في الأصل بواسطة NDTV بالشراكة مع NBCUniversal ولكن NBCUniversal تركت الشراكة في أكتوبر 2009.
في ديسمبر 2009، وافقت خدمة الفيديو عبر الإنترنت والجوال NyooTV على صفقة مع NDTV Imagine لتوزيع البرامج التلفزيونية الحالية والماضية على المنصة.

### بيع لشركة تيرنر
في 8 ديسمبر 2009، أُعلن أن شركة Turner Asia Pacific Ventures (وهي شركة تابعة مملوكة بالكامل لشركة Turner Broadcasting System) قد استحوذت على حصة 92% في شركة NDTV Imagine Ltd. سيتم منح حصة NDTV البالغة 76 بالمائة في NDTV Imagine إلى Turner مقابل 67 مليون دولار، وستستحوذ شركة Time Warner على أسهم جديدة بقيمة 50 مليون دولار للحصول على سيطرة بنسبة 92٪. تدير NDTV Imagine Ltd. قنوات NDTV Imagine وNDTV Lumiere وNDTV Imagine Showbiz التلفزيونية ونقل إنتاج الأفلام للأسهم، والتي تبلغ 85.68٪ من NDTV Imagine Ltd، من NDTV Networks Plc إلى Turner Asia Pacific Ventures. وستخضع القنوات الثلاث لسيطرة شركة Turner General Entertainment Networks، وهي شركة قابضة ستضخ رأس مال جديد لتمويل نمو الشبكة. وتم التخلي عن العلامة التجارية "NDTV" وتمت إعادة تسمية القنوات باسم Imagine TV وLumiere Movies وImagine Showbiz. وتم بيع Imagine Showbiz في يناير 2011 إلى Reliance Broadcast Network.

### اغلق
في 12 أبريل 2012، أُعلن أن قناة Imagine TV ستغلق أبوابها، حيث عانت القناة من ارتفاع معدلات المشاهدة وسط منافسة من قنوات الترفيه الهندية المنافسة، حيث تفوقت عليها حتى قناة Life OK التي تم إطلاقها حديثًا. واجهت القناة نفس المصير مع قناتها الشقيقة Real. ورغم أن جميع عملياتها التجارية ستتوقف على الفور، فإن القناة ستواصل بث إعادة البرامج اعتبارا من 13 أبريل/نيسان، حتى انتهاء الالتزامات الرسمية، حيث يمكنها وقف البث بشكل كامل.
تم إغلاق قناة Imagine TV في منتصف ليل الحادي عشر من مايو 2012 في الهند. اعتبارًا من الثاني عشر من مايو 2012، تم إزالة القناة بنجاح من جميع المشغلين. كما تم إغلاق موقع Imagine TV على الويب وتم حذف جميع الحلقات والعروض الترويجية من قناتها على YouTube.
في الشرق الأوسط، أُغلقت قناة Imagine في 30 مايو 2012، عندما تم استبدال القناة بقناة Imagine Movies. وأُغلقت قناة Imagine Dil Se في المملكة المتحدة وأيرلندا في 6 يوليو 2012. تم شراء فتحة Sky EPG الخاصة بالقناة بواسطة Viacom 18 لإطلاق Rishtey، وهي قناة شقيقة مجانية لقناة Colors TV. وقد ثبت أن القناة حققت نجاحاً، حيث تفوقت على قناة Star Plus في تصنيفات المملكة المتحدة لتصبح القناة الآسيوية الأكثر مشاهدة.

## التوفر الدولي
في المملكة المتحدة وأيرلندا، يتم بث قناة Imagine TV على منصة Sky، حيث تكون مجانية. بسبب مشكلات حقوق النشر، لم تتمكن القناة من استخدام "Imagine TV" في المنطقة، لذلك تم تغيير علامتها التجارية إلى Imagine Dil Se، من NDTV Imagine، في 1 نوفمبر 2010. لقد أثبتت القناة نجاحها، حيث تفوقت على قناة Star Plus في تصنيفات المملكة المتحدة لتصبح القناة الآسيوية الأكثر مشاهدة.
منذ 4 فبراير 2009، أصبحت قناة Imagine متاحة في الولايات المتحدة على منصة Dish Network. كما كانت قناة Imagine متاحة مجانًا على Nilesat في الشرق الأوسط. في نوفمبر 2009، تم إطلاق قناة NDTV Imagine في كندا بالشراكة مع شركة البث الكندية Ethnic Channels Group وهي متاحة على Bell Satellite TV. تم تغيير العلامة التجارية للقناة إلى Imagine Dil Se في أوائل عام 2011. كما تم بث القناة في أجزاء من آسيا والمحيط الهادئ مثل فيجي وأستراليا واليابان وماليزيا، بالإضافة إلى نيبال وبنجلاديش.